# The Rookie (filme de 1990)
The Rookie é um filme estadunidense de 1990 dos gêneros ação e policial, dirigido e estrelado por Clint Eastwood e distribuído pela Warner Bros.. O filme ficou conhecido por uma cena não usual de um estupro masculino, interpretada por Eastwood e Sonia Braga. Outras características são as muitas cenas com efeitos especiais e grande uso de dublês, principalmente as que se referem a perseguições automobilisticas. As locações foram na Califórnia.

## Elenco
- Clint Eastwood — Nick Pulovski
- Charlie Sheen — David Ackerman
- Raul Julia — Strom
- Sonia Braga — Liesl
- Tom Skerritt — Eugene Ackerman
- Lara Flynn Boyle — Sarah
- Pepe Serna — Tenente Ray Garcia
- Marco Rodríguez — Loco
- Pete Randall — Cruz
- Donna Mitchell — Laura Ackerman
- Xander Berkeley — Blackwell
- Hal Williams — Powel

## Sinopse
O sargento Nick Pulovski e seu parceiro, Powell, investigam os crimes do bandido germânico Strom, que comanda o roubo e contrabando de automóveis importados e de luxo. Durante uma perseguição automobilística, Powell é morto e os bandidos fogem. O tenente Raymond Garcia retira Pulovski do caso e lhe apresenta um novo parceiro, o jovem David Ackerman. O sargento continua a investigar as operações de Strom, sem contar os detalhes ao novo parceiro e sem o superior saber.

## Produção
- Muitas cenas de destruição envolveram modelos de carros importados de alto preço, tais como uma Ferrari Daytona, um Porsche 928, um Jaguar XJ bem como uma rápida aparição de um  Cadillac Allante[6] e um Rolls-Royce Silver Spirit.[6] Uma Mercedes-Benz 300SL é o carro dirigido pela atriz Sonia Braga em sua primeira cena.[6] O personagem de Eastwood patrulha a cidade dirigindo um Mercedes-Benz 500SL (modelo 1990) e mostra seu desgosto com a pintura verde-limão de um Lotus Esprit. Em outra cena ele próprio dirige esse carro.[6] O personagem de Charlie Sheen, filho de milionário, pilota uma rara e antiga Harley-Davidson.[6]
- Na música-tema foram incluidas influências de jazz com muito uso do trompete. Originalmente a música foi criada pelo saxofonista americano Lennie Niehaus.[6] Robert Fernandez fez a mixagem e a edição é de Donald Harris. A trilha sonora inclui "All The Things You Are" escrita por Jerome Kern e Oscar Hammerstein II e também "Red Zone", de Kyle Eastwood e Michael Stevens.[6]
- Em janeiro de 1991 foi lançada a novelização baseada no roteiro do filme, de autoria de Tom Philbin.[7]